# Jean-Baptiste Pater
Jean-Baptiste Pater, francoski slikar rokokoja, * 29. december 1695, Valenciennes, † 25. julij 1736, Pariz.

## Življenjepis
Sin Antoina Josepha Patra, mojstra kiparja, in Jeanne Élisabeth de Fontaine je bil najprej učenec svojega očeta, ki ga je učil kiparstva. Opustil je kiparstvo v korist slikarstva in se leta 1706 pridružil slikarju iz ceha sv. Luke v Valenciennesu, Jean-Baptiste Guidéju. Okoli leta 1709-1711 se je v Valenciennes vrnil Jean-Antoine Watteau in ga je oče zaupal mojstru, katerega portret je naslikal. Ko je odšel v Pariz, je delal s slednjim, preden ju je Watteaujev težak značaj leta 1713 pripeljal do ločitve.
Vrnil se je v Valenciennes in tam skušal narediti kariero, a je naletel na nasprotovanje mestnega ceha sv. Luke, ki mu je to hotela preprečiti, ker ni bil njen član. Zato se je vrnil v prestolnico, ko ga je Watteau leta 1720, ki ga je ob koncu življenja prevzelo kesanje, prosil, naj bo z njim v zadnjem mesecu, ki mu je ostal, da bi mu dal zadnji nasvet. Pozneje je rekel, da se je v teh treh tednih skupnega življenja naučil več kot v letih vajeništva. Svojo kariero je torej zasnoval na posnemanju podeželskih praznikov mojstra, s katerim se je pomiril. Pater je dokončal Watteaujeva nedokončana naročila po njegovi smrti in sodeloval pri projektu Jeana de Jullienna za reprodukcijo celotnega umetnikovega opusa v obliki grafik.
Odobreno na akademiji 7. julija 1725 na Halléjevem portretu, Leta 1728 je bil sprejet na Académie Royale kot slikar fête galante s Podeželsko zabavo (Une fête champêtre). V tem obdobju njegovo delo razkriva izrazit vpliv flamskega slikarstva, medtem ko si je občasno izposodil kompozicije, postavitev in oblačila neposredno iz Watteaujevih del, ki jih je prežel z značilno animacijo in veselostjo flamskih prizorov družabnih srečanj.
Tako kot Lancret je črpal teme za sejemske prizore iz vojaškega življenja ali italijanske komedije, iz gledališča in basni.
Njegovi najprestižnejši naročniki so bili Friderik II. Veliki, ki je poziral za dva »turška« portreta: Sultan v haremu (Le Sultan au Harem) in Sultan v vrtu (Le Sultan au Jardin) in je imel v lasti več kot štirideset njegovih slik, ter vojvoda La Force.
Med Patrovimi najboljšimi deli so Podeželska zabava. Veselje vojakov (Louvre, Pariz), Galanten pogovor (Zbirka Wallace, London) in Srečanje igralcev italijanske komedije v parku (Kraljeva zbirka, London). Leta 1736 je Pater dobil naročilo, da naslika Lov na tigre (Musée Picardie, Amiens) za kraljeve apartmaje v Versaillesu. Kljub svojemu uspehu je Pater živel v nenehnih gospodarskih težavah in je bil prisiljen izdelati veliko slik na teme, ki jih je bilo enostavno prodati, kot so kopanje žensk, serija letnih časov in plesi.
V občutljivem zdravju, bolan, je 28. junija 1736 napisal svojo oporoko v korist svoje sestre Marie-Marguerite Pater. Umrl je na svojem domu na ulici Quincampoix v Parizu. Njegov pogreb je potekal v cerkvi Saint-Nicolas-des-Champs, nedvomno pa je bil pokopan na pokopališču Innocents.
Pater se je specializiral za majhne prizore, ki prikazujejo visoko družbo. Čeprav si je izposodil Watteaujev tematski repertoar in slog, ni dosegel univerzalne, poetične razsežnosti njegovega dela.

## Galerija
- Radosti podeželskega življenja, Stara pinakoteka, München
- Podeželski koncert, 1734, Musée Thyssen-Bornemisza
- Ples, Worcester Art Museum
- Počitek v parku, Musée d'art de Saint-Louis
- Družinski izlet na podeželje, privatna zbirka
- Kopalci, Ermitaž
- Liki pod šotorom, Fondation Bemberg